# Galgula interna
Galgula interna är en fjärilsart som beskrevs av Walker. Galgula interna ingår i släktet Galgula och familjen nattflyn. Inga underarter finns listade i Catalogue of Life.